# Саратовская областная библиотека для детей и юношества имени А. С. Пушкина
Саратовская областная библиотека для детей и юношества имени А. С. Пушкина — самая крупная детская библиотека в Саратовской области, областной методический центр по работе с детьми и юношеством.
Общая площадь здания библиотеки — 1500 квадратных метров, 4 читальных зала.
Фонд библиотеки составляет 232 тыс. экземпляров, среди них свыше 217 тысяч печатных изданий,
19 тысяч аудиовизуальных материалов, 280 наименований журналов и газет.
Расположенный в «Музее истории детской книги» фонд редких книг составляет около 2000 экземпляров. Он содержит издания второй половины XIX века, раритетные издания.
Ежегодно библиотеку посещают около 170 тысяч человек.

## История
Библиотека основана в 1919 году. Первоначально, с августа 1918 года, существовала детская читальня при Саратовской губернской центральной библиотеке. В 1919 году был открыт абонемент и создана отдельная детская библиотека. В 1937 году ей присвоено имя А. С. Пушкина. В 1954 году библиотека получила статус областной детской библиотеки. Современное название библиотеки — с 1992 года.

## Фотографии

Барельеф Пушкин в юности
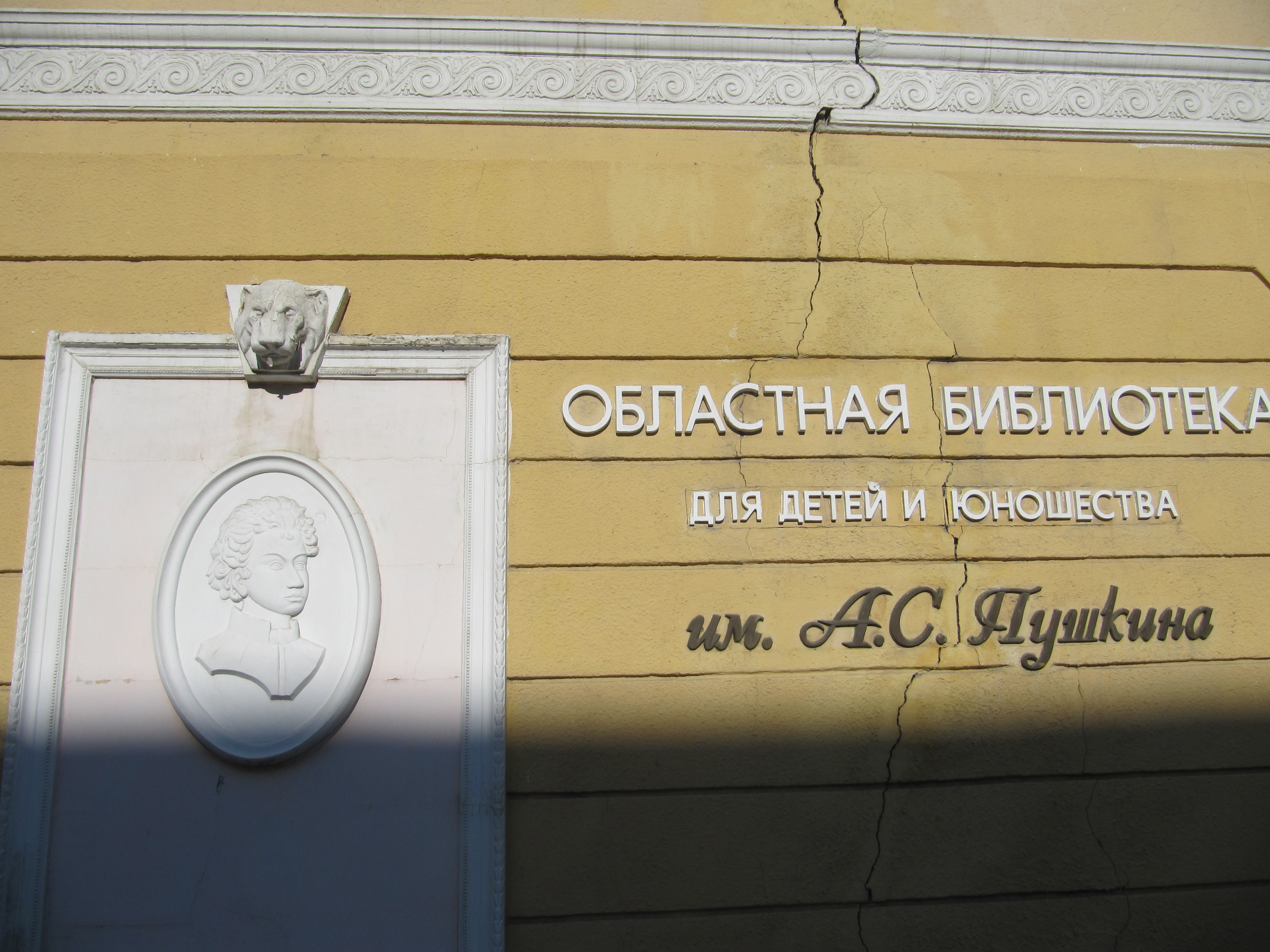
Библиотека им. Пушкина, фрагмент фасада